# 冯大真
冯大真（1930年10月—），男，河南济源人，中华人民共和国政治人物，曾任中共新疆维吾尔自治区党委宣传部部长，新疆维吾尔自治区政协副主席。